# 40e Assemblée générale de l'Île-du-Prince-Édouard
La 40e Assemblée générale de l'Île-du-Prince-Édouard fut en séance du 12 mars 1924 au 2 juin 1927. Le parti conservateur dirigé par James David Stewart forma le gouvernement.
Louis L. Jenkins fut élu président.
Il y eut quatre sessions à la 40e Assemblée générale :
| Session | Début        | Fin           |
| ------- | ------------ | ------------- |
| 1re     | 12 mars 1924 | 11 avril 1924 |
| 2e      | 17 mars 1925 | 9 avril 1925  |
| 3e      | 9 mars 1926  | 31 mars 1926  |
| 4e      | 15 mars 1927 | 12 avril 1927 |

## Membres

### Kings
| Circonscription | Membre de l'assemblée | Membre de l'assemblée  | Parti        | Conseiller | Conseiller                                      | Parti                    |
| --------------- | --------------------- | ---------------------- | ------------ | ---------- | ----------------------------------------------- | ------------------------ |
| 1er Kings       |                       | Augustine A. MacDonald | Conservateur |            | Harry D. McLean                                 | Conservateur             |
| 2e Kings        |                       | Harvey D. McEwen       | Conservateur |            | James B. McDonald                               | Conservateur             |
| 3e Kings        |                       | Leslie S. Hunter       | Conservateur |            | John Alexander Macdonald H. Frank McPhee (1926) | Conservateur Indépendant |
| 4e Kings        |                       | Maynard F. McDonald    | Conservateur |            | Albert Prowse Norman MacLeod (1926)             | Conservateur Indépendant |
| 5e Kings        |                       | J. Howard MacDonald    | Conservateur |            | James David Stewart                             | Conservateur             |

### Prince
| Circonscription | Membre de l'assemblée | Membre de l'assemblée   | Parti        | Conseiller | Conseiller                               | Parti                |
| --------------- | --------------------- | ----------------------- | ------------ | ---------- | ---------------------------------------- | -------------------- |
| 1er Prince      |                       | Jeremiah Blanchard      | Libéral      |            | Wilfred Tanton                           | Conservateur         |
| 2e Prince       |                       | Albert Charles Saunders | Libéral      |            | William H. Dennis                        | Libéral              |
| 3e Prince       |                       | Adrien F. Arsenault     | Conservateur |            | Thomas MacNutt                           | Conservateur         |
| 4e Prince       |                       | T. Whitefield Bentley   | Conservateur |            | John Howard Myers                        | Conservateur         |
| 5e Prince       |                       | James A. MacNeill       | Conservateur |            | Creelman MacArthur George D. Pope (1926) | Libéral Conservateur |

### Queens
| Circonscription | Membre de l'assemblée | Membre de l'assemblée | Parti        | Conseiller | Conseiller             | Parti        |
| --------------- | --------------------- | --------------------- | ------------ | ---------- | ---------------------- | ------------ |
| 1er Queens      |                       | Murdock Kennedy       | Conservateur |            | Alexander J. McNevin   | Conservateur |
| 2e Queens       |                       | John H. Buntain       | Conservateur |            | Louis L. Jenkins       | Conservateur |
| 3e Queens       |                       | Leonard Wood          | Libéral      |            | J. Augustine MacDonald | Conservateur |
| 4e Queens       |                       | James C. Irving       | Libéral      |            | Shaw McMillan          | Conservateur |
| 5e Queens       |                       | Chester McLure        | Conservateur |            | William J.P. MacMillan | Conservateur |